# Parigi-Chauny 2022
La Parigi-Chauny 2022, settantaduesima edizione della corsa e valevole come evento dell'UCI Europe Tour 2022 categoria 1.1, si svolse il 25 settembre 2022 su un percorso di 203,5 km, con partenza da Margny-lès-Compiègne e arrivo a Chauny, in Francia. La vittoria fu appannaggio dell'italiano Simone Consonni, il quale completò il percorso in 4h37'48", alla media di 43,952 km/h, precedendo l'olandese Dylan Groenewegen e il francese Jason Tesson.
Sul traguardo di Chauny 137 ciclisti, dei 159 partiti da Margny-lès-Compiègne, hanno portato a termine la competizione.

## Squadre e corridori partecipanti
| N.      | Cod. | Squadra                          |
| ------- | ---- | -------------------------------- |
| 1-7     | ADC  | Alpecin-Deceuninck               |
| 11-17   | DSM  | Team DSM                         |
| 21-27   | IWG  | Intermarché-Wanty-Gobert         |
| 31-37   | ARK  | Team Arkéa-Samsic                |
| 41-45   | HPM  | Human Powered Health             |
| 51-57   | AUB  | St Michel-Auber 93               |
| 71-77   | ACT  | AG2R Citroën Team                |
| 81-87   | BBK  | B&B Hotels-KTM                   |
| 91-96   | LPC  | Leopard Pro Cycling              |
| 101-107 | BWB  | Bingoal Pauwels Sauces WB        |
| 111-117 | GRL  | Go Sport-Roubaix Lille Métropole |
| 121-127 | TEN  | TotalEnergies                    |

| N.      | Cod. | Squadra                    |
| ------- | ---- | -------------------------- |
| 131-137 | SVB  | Sport Vlaanderen-Baloise   |
| 141-146 | GFC  | Groupama-FDJ               |
| 151-157 | COF  | Cofidis                    |
| 161-167 | UXT  | Uno-X Pro Cycling Team     |
| 172-177 | LTS  | Lotto Soudal               |
| 181-187 | BEX  | Team BikeExchange-Jayco    |
| 191-197 | IPT  | Israel-Premier Tech        |
| 201-206 | RIW  | Riwal Cycling Team         |
| 211-217 | UNA  | Team U Nantes Atlantique   |
| 221-225 | NMC  | Nice Métropole Côte d'Azur |
| 231-237 | TNN  | Team Novo Nordisk          |
| 241-247 | MCT  | Minerva Cycling            |

## Ordine d'arrivo (Top 10)
| Pos. | Corridore       | Squadra       | Tempo    |
| ---- | --------------- | ------------- | -------- |
| 1    | Simone Consonni | Cofidis       | 4h37'48" |
| 2    | D. Groenewegen  | BikeExchange  | s.t.     |
| 3    | Jason Tesson    | St Michel     | s.t.     |
| 4    | Hugo Hofstetter | Arkéa         | s.t.     |
| 5    | Arnaud De Lie   | Lotto         | s.t.     |
| 6    | Marc Sarreau    | AG2R          | s.t.     |
| 7    | Arnaud Démare   | Groupama      | s.t.     |
| 8    | Luca Mozzato    | B&B Hotels    | s.t.     |
| 9    | Sandy Dujardin  | TotalEnergies | s.t.     |
| 10   | Matis Louvel    | Arkéa         | s.t.     |